# Ernesto Teodoro Moneta
Ernesto Teodoro Moneta, italijanski novinar, nacionalist, revolucionarni vojak, pacifist in nobelovec, * 20. september 1833, Milano, Lombardije, † 10. februar 1918, Milano, Italija. 
Izbral si je življenjski moto In varietate unitas, "V različnosti združeni". Nobelovo nagrado je prejel leta 

## Življenje in delo
Leta 1848 je Moneta pri petnajstih letih sodeloval v petdnevnem uporu Milana v "pomladi narodov", ko so se Milančani uprli avstrijski oblasti. Zatem se je vpisal na vojaško akademijo, leta 1859 se pridružil Garibaldijevemu vdoru na Silicijo in napadu na Calabrijo ter tako ključno prispeval k združevanju Italije. 
Spopad z vsem kaosom in nejasnimi posledicami je spremenil njegovo osebnost. Postal je mednarodni mirovni aktivist in pri tem obdržal močno nacionalistično noto pri svojem aktivizmu.
Med letoma 1867 in 1896 je bil urednik milanskega demokratičnega časopisa Il Secolo, izdajal ga je Edoardo Sonzogno. 
Leta 1887 je ustanovil Lombardsko zvezo za mir in arbitražo (Unione Lombarda per la Pace e l'Arbitrato), ki je stremela k razorožitvi in ponudila vizijo nove organizacije, ki bi preprečevala bodoče konflikte, nekaj kot Liga narodov. Skupaj z Louisom Renaultom je bil prejemnik Nobelove nagrade za mir v letu 1907.
V zadnjih letih svojega življenja je popustil v mnogih stališčih do miru in namesto tega podprl italijanske nacionalistične ambicije. Tako je izrazil javno podporo italijanski osvojitvi Libijeleta 1912 in podprl tudi vstop Italije v prvo svetovno vojno leta 1915.